# Ford Union
Ford Union — бывшее совместное предприятие Ford Motor Company, Lada-OMC и белорусского правительства.

## История
Подразделение Ford Union было основано 23 июля 1997 года. Оно было расположено в Обчаке недалеко от Минска. Для строительства завода был вложен капитал в размере 10000000 долларов США. Строительство обсуждалось в ходе пресс-конференции Александра Григорьевича Лукашенко с пятью стратегически отобранными иностранными журналистами.
Подразделение Ford Union являлось всего лишь сборщиком комплектов ЧКД, которые поступали с Польши, Венгрии и Чехии. Все автомобили, собранные подразделением Ford Union, идентифицировались по коду производителя Y4F на старте в VIN и R на одиннадцатой позиции для идентификации завода. Поставки осуществлялись на рынки РФ и стран СНГ.
Ford Union считался самым дорогим заводом концерна Ford в Западной Европе. К 1999 году было собрано всего 440 автомобилей при возможной годовой мощности в 6000 единиц. Из-за низкого спроса компания Ford Union была закрыта в июле 2000 года (о закрытии было объявлено 12 мая). До появления бренда Юнисон в 2003 году поставщиком автомобилей являлось подразделение Fenox Lada.

## Модельный ряд

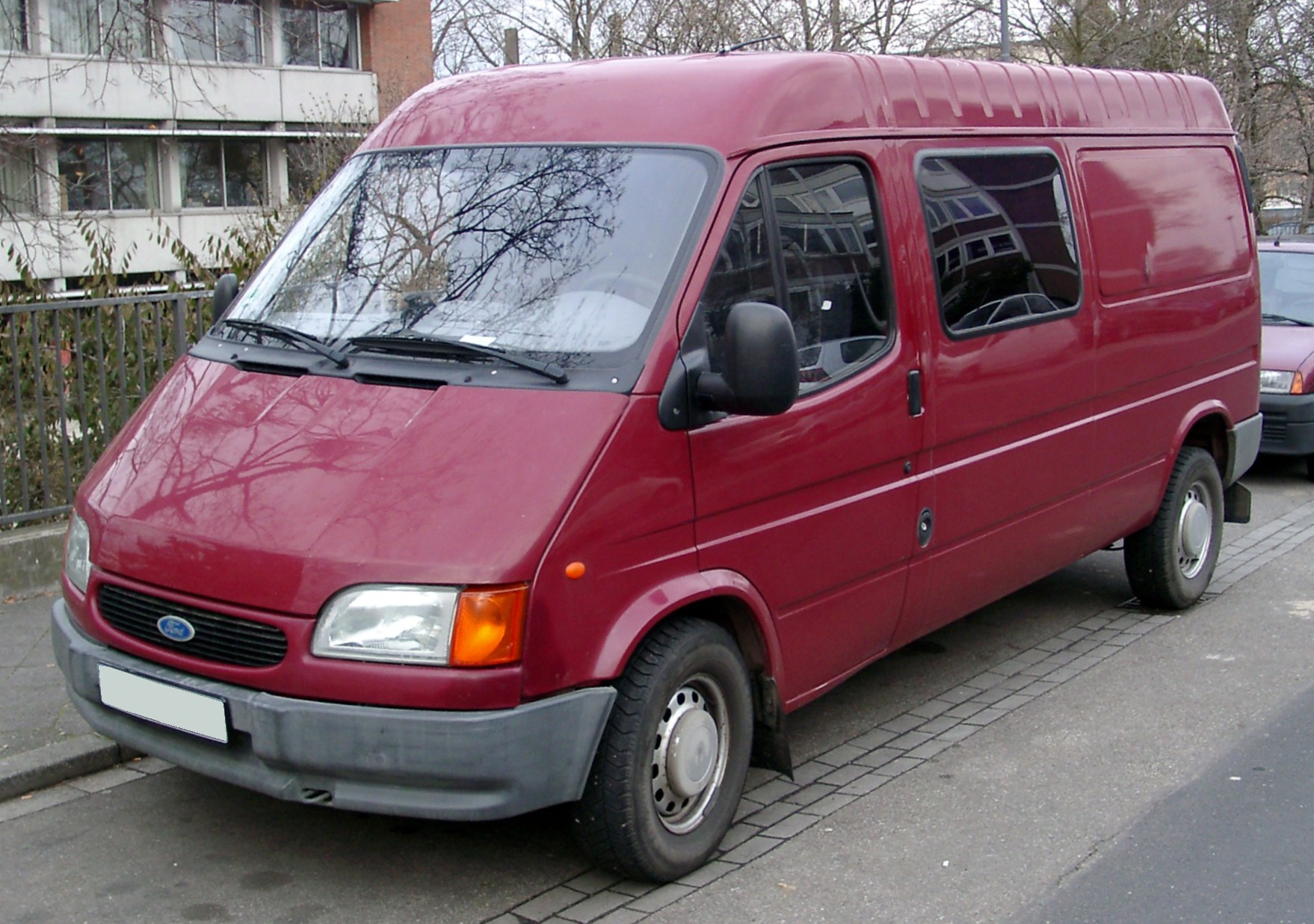
Ford Transit 1997—2000
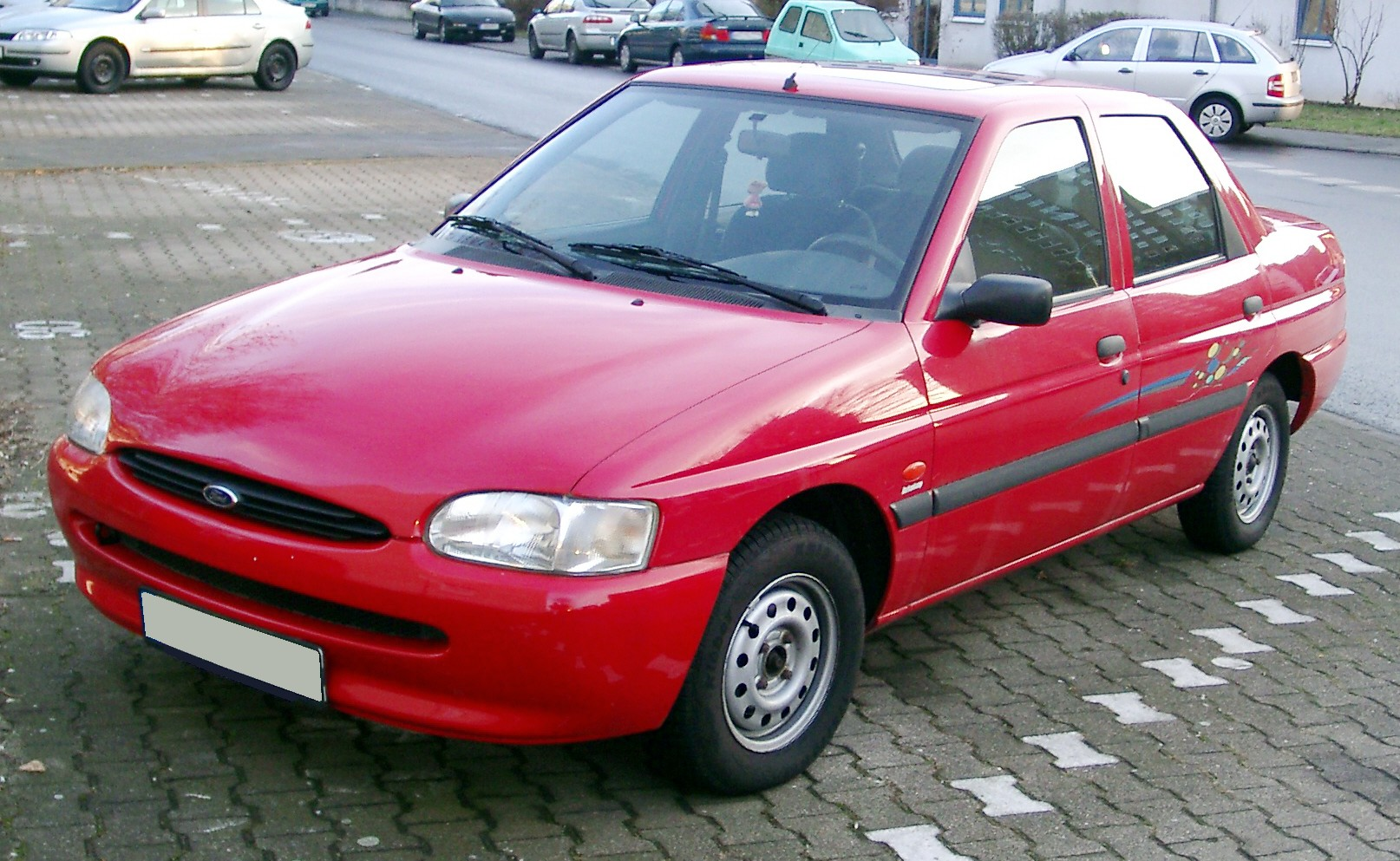
Ford Escort 1997—2000
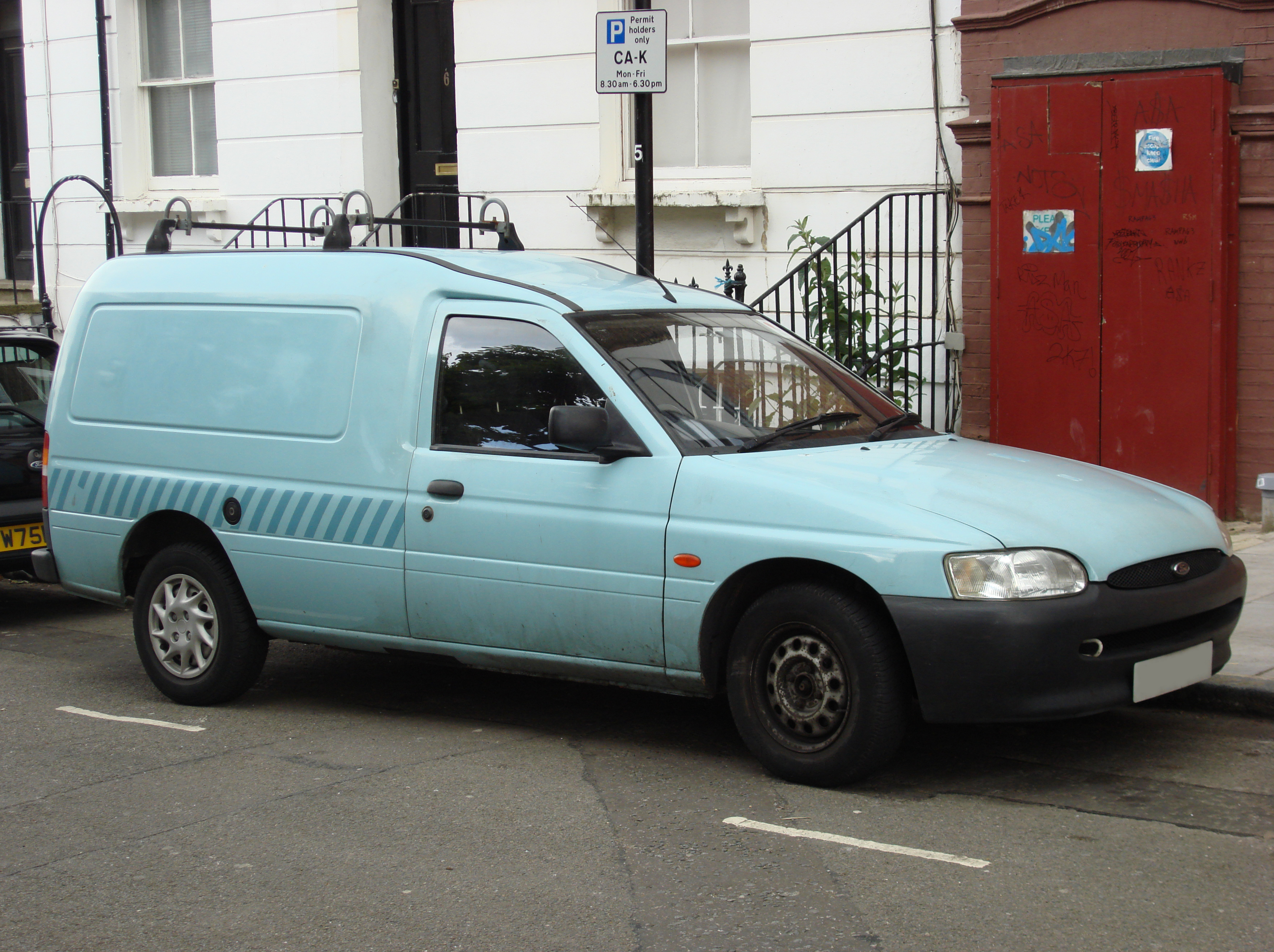
Ford Escort Courier; Ford Escort Van (Великобритания); Ford Express (Россия) 1997—2000